# Женщина-арбуз
«Женщина-арбуз» (англ. The Watermelon Woman) — комедия 1996 года режиссёра Шерил Дунье. Первый фильм об афроамериканских лесбиянках.

## Сюжет
Фильм снят в жанре псевдодокументального фильма, фокусируясь на личности несуществующей голливудской актрисы и эпохе 1930-х годов.
Шерил (Шерил Дунье), молодая афроамериканка, работает в видео-магазине в Филадельфии со своей подругой Тамарой (Валери Уолкер). Они зарабатывают дополнительные деньги, снимая видео на заказ. Шерил заинтересовывается фильмами 1930-х годов, в которых играют чернокожие актрисы. Она замечает, что эти актрисы часто не упоминаются в титрах. Посмотрев один из фильмов тех времен с актрисой (Лиза Мари Бронсон), которая обозначена в титрах просто как «Женщина-арбуз», Шерил решает снять о ней документальный фильм и выяснить больше о её жизни.
В это же время Шерил знакомится в магазине с белой женщиной Дианой (Гвиневер Тёрнер) которая, к удивлению Тамары, начинает флиртовать с Шерил. Диана просит Шерил помочь ей в выборе фильмов.
Для своего проекта Шерил начинает брать интервью у людей на улице, спрашивая, знают ли они об актрисе «Женщина-арбуз». Задав тот же вопрос своей матери, она обнаруживает, что мать помнит эту актрису в лицо. Мать рассказывает Шерил, что слышала, будто «Женщина-арбуз» выступает как певица в филадельфийских клубах. Мать советует дочери встретиться с Ли Эдвардсом (Брайан Фримен) — человеком, который проделал много работы по исследованию фильмов с участием чернокожих актёров. Шерил вместе с Тамарой отправляются к нему, и тот рассказывает о культуре чернокожего населения Филадельфии 1920-х и 30-х годов. Он объясняет, что в те дни афроамериканки играли в основном служанок.
Шерил встречается с подругой своей матери Ширли, которая оказывается лесбиянкой. Ширли рассказывает, что «Женщину-арбуз» звали на самом деле Фей Ричардс и что она тоже была лесбиянкой. Также Ширли сказала, что Фей жила с Мартой Пейдж, белой женщиной-режиссёром, и что Марта была злобной и уродливой женщиной.
Между тем Диана продолжает знакомство с Шерил. Она приглашает её к себе домой. Шерил остается с ней ужинать, рассказывает о своем проекте. Общение переходит во флирт, и в итоге девушки занимаются сексом. Шерил решает, что хотя Диана не её типа, но ей понравилось быть с ней.
Затем Шерил встречается с критиком Камиллой Пальей, которая направляет её в архив организации CLIT, где хранится много информации о лесбиянках. Там Шерил находит фотографии Фэй Ричардс. С помощью Дианы Шерил пытается связаться с сестрой Марты Пейдж, которая отрицает, что Марта была лесбиянкой.
По мере того как Шерил и Диана сближаются, Тамара дает понять Шерил, что Диана ей не по душе и она не одобряет их отношений. Она обвиняет Шерил в желании быть белой, а Диану в том, что чернокожие люди являются для неё фетишем.
Шерил звонит Джун Уолкер (Шерил Кларк), узнав, что та была подругой Фэй в течение 20 лет. Они договариваются о встрече, но Джун увозят в больницу, и она оставляет Шерил письмо. В нём она рассказывает, что она злится на Марту Пейдж, и что Марта ничего не могла сделать с тем, чем была жизнь Фэй.
В разлуке с Дианой, в ссоре с Тамарой, Шерил заканчивает свой проект.

## Актёрский состав
| В ролях           |  | Персонаж                    |
| ----------------- |  | --------------------------- |
| Шерил Дунье       |  | Шерил                       |
| Гвиневер Тёрнер   |  | Диана                       |
| Валери Уолкер     |  | Тамара                      |
| Лиза Мари Бронсон |  | Фэй "Женщина-арбуз" Ричардс |
| Шерил Кларк       |  | Джун Уолкер                 |

| В ролях       |  | Персонаж          |
| ------------- |  | ----------------- |
| Ирэн Дунье    |  | в роли самой себя |
| Брайан Фримен |  | Ли Эдвардс        |
| Камилла Палья |  | в роли самой себя |
| Сара Шульман  |  | Активистка CLIT   |
| В. С. Броди   |  | Певица караоке    |

## Награды
Фильм получил следующие награды:
| Награды                  | Награды | Награды                   | Награды                       | Награды     |
| ------------------------ | ------- | ------------------------- | ----------------------------- | ----------- |
| Фестиваль / Премия       | Год     | Награда                   | Категория                     | Победитель  |
| Берлинский кинофестиваль | 1996    | Тедди                     | Лучший художественный фильм   | Шерил Дунье |
| Кинофестиваль «Аутфест»  | 1996    | Приз зрительских симпатий | Outstanding Narrative Feature | Шерил Дунье |

## Интересные факты
- Таинственная «Женщина-арбуз», придуманная режиссёром, на самом деле имеет реальных прототипов в лице Хэтти Макдэниел и Баттерфлай МакКуин — американских чернокожих актрис, чьи имена зачастую даже не указывались в титрах[2]. Прототипом для режиссёра Марты Пейдж послужила Дороти Арзнер.
- Гвиневер Тёрнер, сыгравшая Диану, — открытая лесбиянка. Она является сценаристкой первых серий сериала «Секс в другом городе», фильма «Ловись, рыбка», а также картины «Американский психопат».
- В 2021 году картина была признана национальным достоянием США, попав в Национальный реестр фильмов Библиотеки Конгресса[4].